# آستون مارتین وی۸ زاگاتو
آستون مارتین وی۸ زاگاتو (Aston Martin V۸ Zagato) خودرویی است که در سال‌های ۱۹۸۶–۱۹۹۰> ۸۹ built
۵۲ coupés
۳۷ convertiblesتولید شده‌است.
این خودرو در کلاس خودرو GT قرار گرفته، طراحی آن خودروهای موتور جلو-محور عقب بوده است.
موتور آن ۵۳۴۱ سی‌سی است.